# Mosquée d'El Mechouar
La Mosquée d'El Mechouar est construite en 1317 par le prince zianide Abou Hammou Moussa Ier . Elle est entièrement remaniée à l’époque ottomane et transformée en église pendant la colonisation française. Après l’indépendance de l'Algérie en 1962, le monument redevient une mosquée, puis transformé en musée.Classé parmi les sites et monuments historiques en (L.1900), conformément à l'article 62 de l'ordonnance N° 67-281 du 20/12/1967, publiée au journal officiel N° 07 du 23/01/1968.

## Architecture
Le mosquée fait partie d'une grande citadelle de l'époque zianide dont le Palais El Mechouar et dépendances. Aujourd'hui, la mosquée ne conserve que son minaret. Le style de ce minaret se rapproche de l'art hammadide et du style almohade.
La salle de prière a été remaniée à diverses reprises, par les Turcs notamment, qui en modifièrent le plan initial et détruisirent la décoration intérieure.
Elle est construite en pierre, brique, mortier de plâtre. Le décor architectural extérieur est dessiné en briques avec quelques plaques de céramique. L'intérieur est fait de mosaïque de céramique à décor  lustré.

## Inscriptions
Le minaret de la mosquée est de forme quadrangulaire couronné d’un lanternon, et composé de deux étages. Deux inscriptions y figurent,:
La première : 

« اليُمن والإقبال »

« Le bonheur et le succès »

C'est une formule courante que l’on retrouve sur de nombreux monuments, comme sur le célèbre vase de l'Alhambra. 

La deuxième étant : 

« أنت الرجا أنت الولي يا ثقتي يا أملي اختم بخير عملي »

« Ô ma Confiance, Ô mon Espérance, c'est Toi l'Espoir, c'est Toi le Protecteur, scelle mes actions pour le Bien »

## Galerie

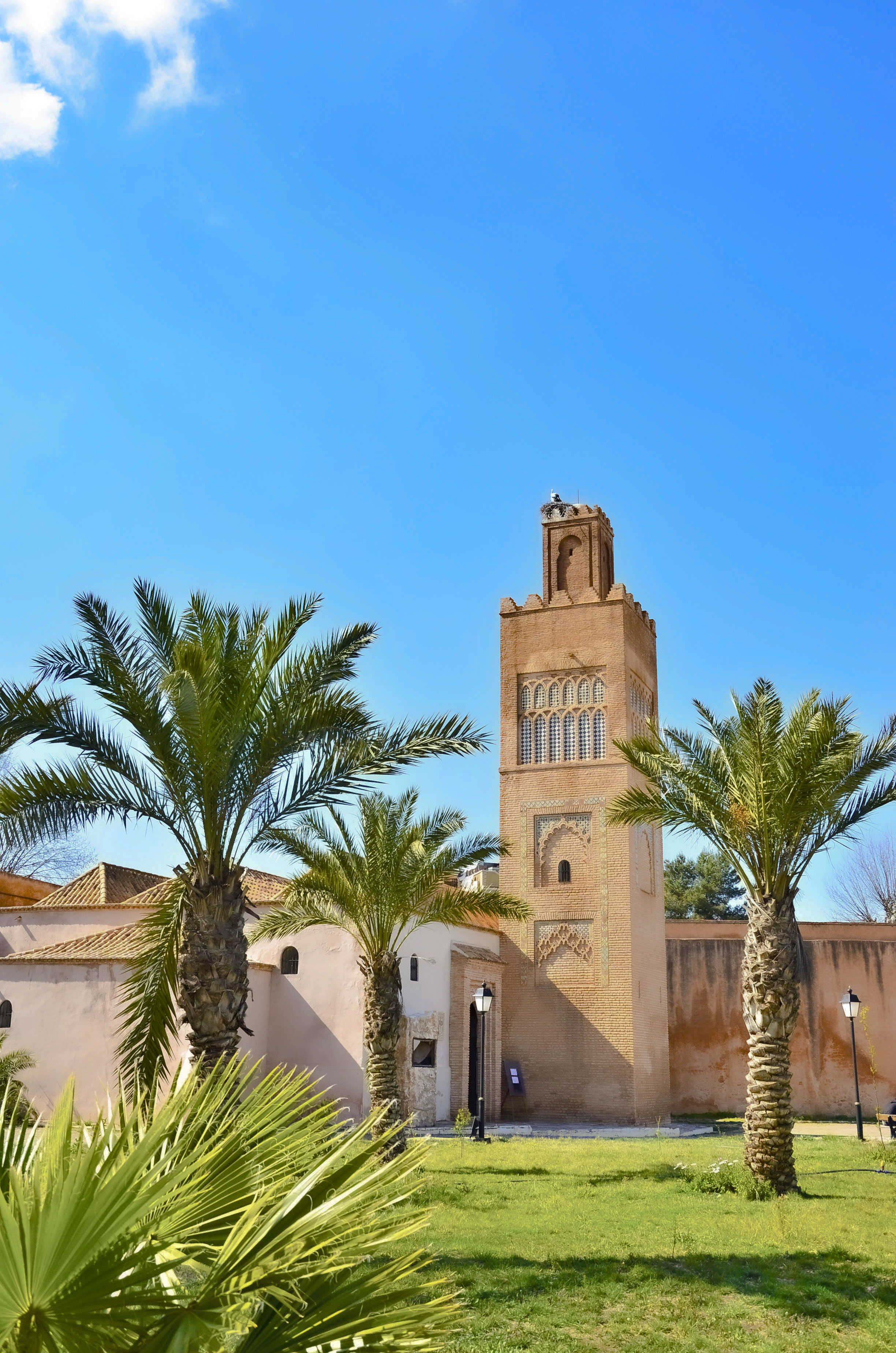
L'extérieur de la mosquée
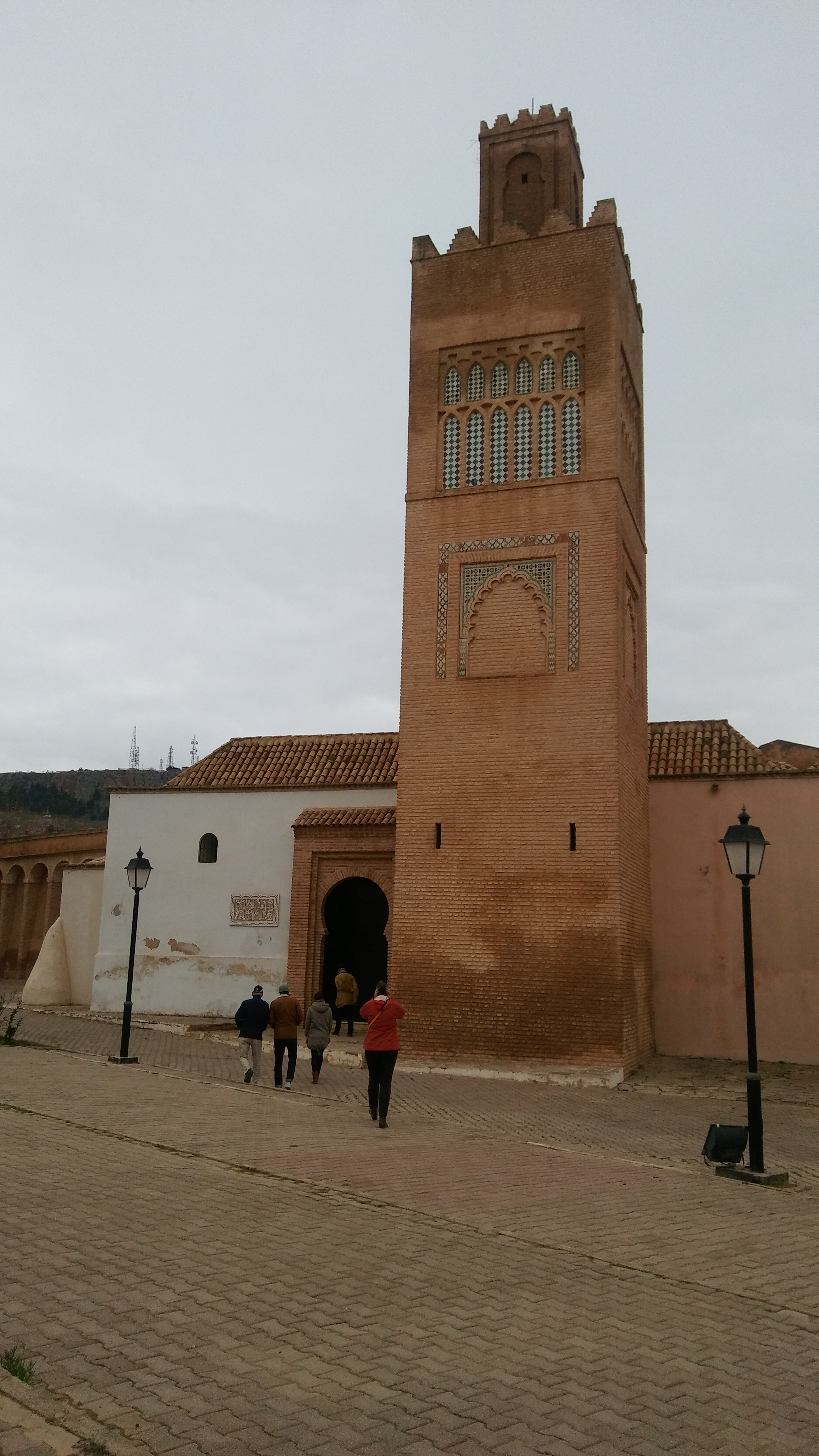
Le minaret de la mosquée
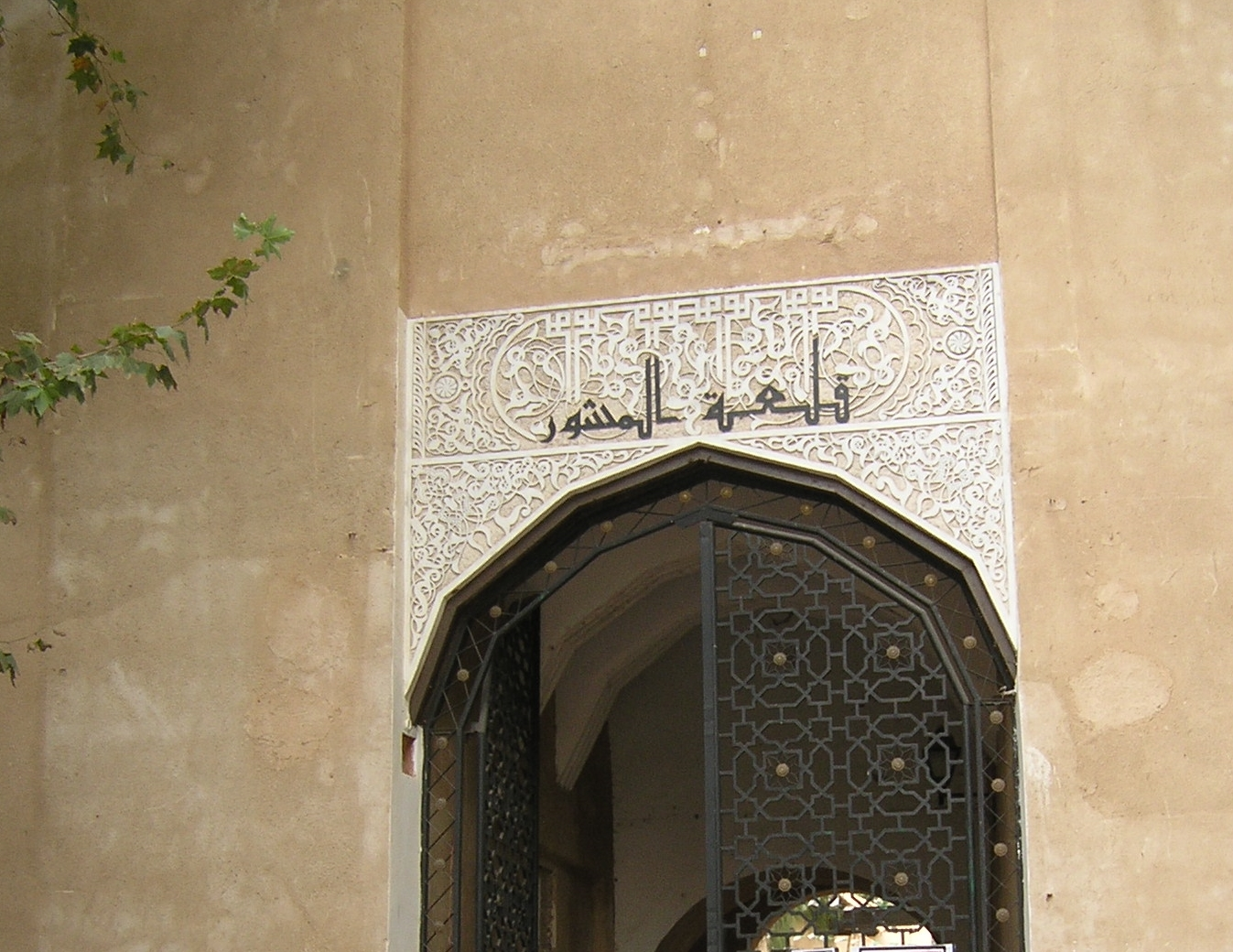
L'entrée de la citadelle
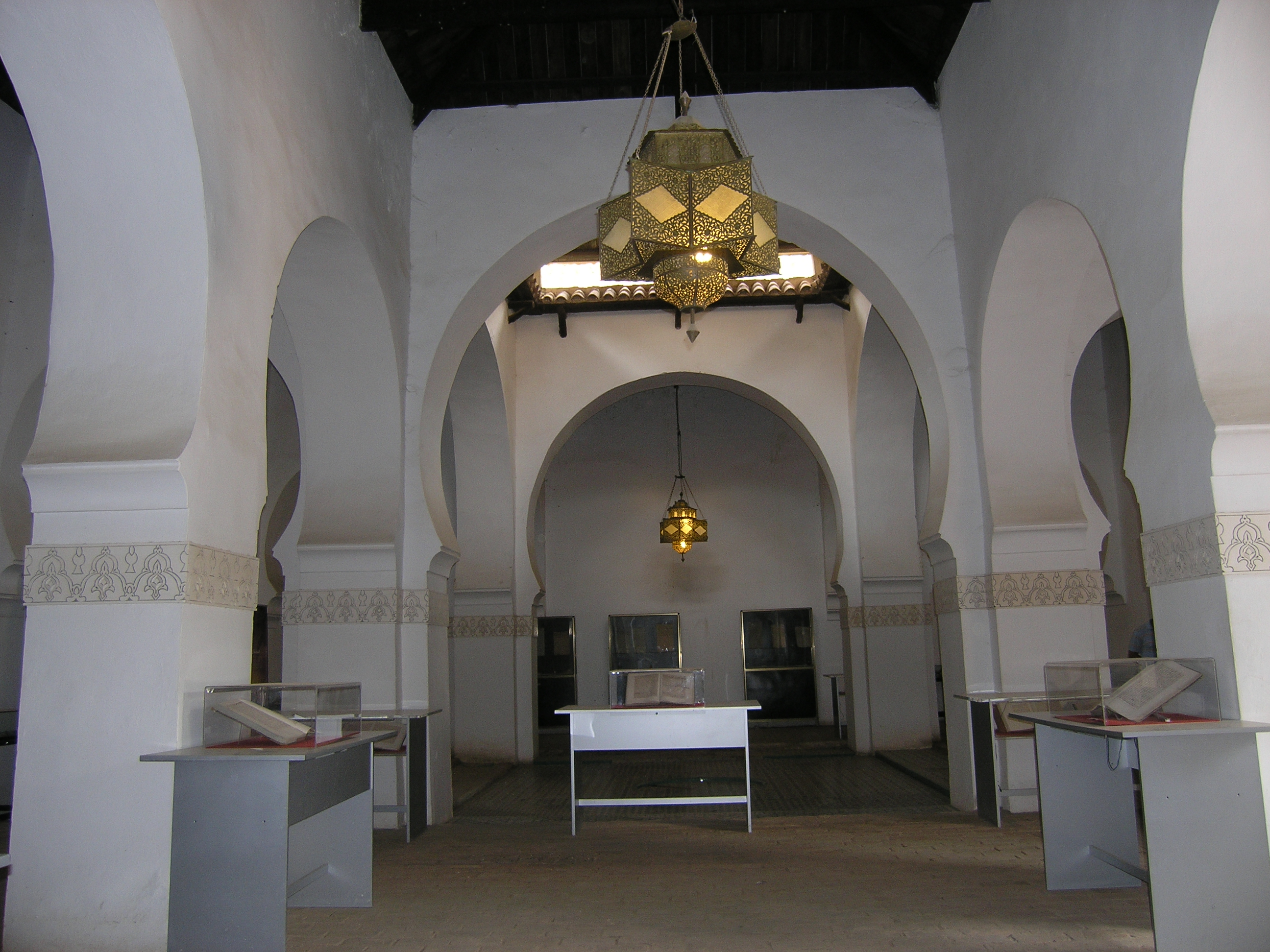
L'interieur de la mosquée

## Crédit d'auteurs
- Cet article est partiellement ou en totalité issu de l'article intitulé « Palais El Mechouar » (voir la liste des auteurs).